# 刘国梁事件
刘国梁事件或称国乒兵变，由2017年6月间中国国家乒乓球队总教练刘国梁下课所引发。23日，中国国家乒乓球队男队队员、教练——许昕、马龙、马琳、秦志戬、樊振东、王皓等人在新浪微博公开声援刘国梁。同日，许昕、马龙、樊振东三名乒乓球员为支持中国体育局内部派系斗争无故退出2017年中国乒乓球公开赛男子单打16进8比赛，声称无心恋战，实则为内部派系斗争站队，并于赛后遭到国际乒联处罚。此后引爆中国大陆舆论，涉及中华人民共和国体育最高领导者——国家体育总局局长苟仲文。舆论对运动员、教练表示支持，指责国家体育总局官员滥用权利，使国乒运动员、教练沦为权力斗争的牺牲品，更有网友批评苟仲文“不懂体育、瞎指挥”，甚至有呼声要求苟应引咎辞职。最终，在2018年9月间，刘国梁“复出”，年底出任中国乒乓球协会主席。马龙，樊振东，许昕等参与罢赛人员在东京奥运周期成为绝对主力，张继科因伤提前退出比赛。

## 事件经过

### 刘国梁下课
2017年3月间，国乒举行教练员竞聘会。4月，公布刘国梁留任国乒总教练，秦志戬任男队主教练，孔令辉留任女队主教练。马琳、王皓等任男一队教练。
5月底，女队主教练孔令辉因涉及赌博被中国乒乓球协会暂停职务。6月20日，中国乒乓球协会宣布撤销国乒总教练、男女两队主教练职位，男女队各自设立教练组，实行扁平化管理。总教练刘国梁成为中国乒乓球协会副主席，此前中国乒乓球协会已有18位副主席，另有4位名誉副主席和4位特邀副主席。
有人认为刘国梁下课及后续事件，是国家体育总局局长苟仲文与副局长蔡振华的权力斗争。有报道，进一步指出是苟仲文为与蔡振华争夺即将在中共十九大选举产生的中央委员之位。此前苟仲文虽在中共北京市委任职，但未进入中共中央高层。他的前任刘鹏曾任中共十六届中央候补委员，十七届、十八届中央委员。而蔡振华曾任中共十七届、十八届中央候补委员。

### 罢赛
6月22日2017中国乒乓球公开赛进入正式比赛阶段。下午男子单打首轮比赛中，张继科（时世界排名第四）因伤退出与日本球员吉田雅己比赛。同日，已退役的乒乓球运动员王楠的丈夫郭斌在微博表示，国乒男女队员被集体禁言、禁止使用微博。
6月23日，中国乒乓球公开赛成都站举行开幕式。开幕式上，记者询问蔡振华对国乒人事变动的看法，蔡回应“具体落实的细节，你应该问现在的乒羽中心。”
同日19:00点，国乒男队队员、教练——许昕（时世界排名第三）、马龙（时世界排名第一）、马琳、秦志戬、樊振东（时世界排名第二）、王皓、陈玘（前国乒队员）在新浪微博以统一格式发文：这一刻我们无心恋战……只因想念你“刘国梁”。随后，国际乒联陆续确认马龙、樊振东、许昕退出中国乒乓球公开赛。在成都赛场，观众齐声高呼“刘国梁”以示支持。

### 事后处理
6月24日，中国乒乓球协会在官网发表声明，表示将就事件反思。6月25日凌晨，马龙、许昕、樊振东、马琳等人转发中国乒乓球协会道歉信，表示歉意。
在中国乒乓球协会发表声明及中国国家乒乓队发表道歉信后，国际乒联对于中国球员退赛，要求中国乒乓球协会就此事提供详细报告，同时要求在场的国际乒联相关官员努力查清球员未能按时参赛的具体原因。
6月27日，刘国梁通过其个人微博公开道歉。6月29日，国际乒联发布7月2日澳大利亚乒乓球公开赛参赛名单，中国国家乒乓球队男队队员全部退出比赛。国际乒联表示，这是中国乒乓球协会的决定。比赛报名是成都赛事之前，退赛球员共有六名，分别是马龙、许昕、樊振东、闫安、林高远、梁靖崑。女队朱雨玲、陈梦、陈幸同、顾玉婷、张蔷、王曼昱六人仍参加此次比赛。随后，中国国家乒乓球队在中国乒乓球协会官网发表公告称：国乒男队退赛是因为连续参赛带来的身体过度疲劳，加之伤病困扰，不具备参赛的竞技状态。马龙、许昕和樊振东三人亦在微博做出解释，马龙则是未报名参赛。
7月7日，国际乒联发布最新的一期全球排名，马龙、许昕、樊振东因为之前的罢赛各被扣除25个积分，但他们世界前三的名次没有变化。2017中国乒乓球公开赛冠军的德国球员奥恰洛夫积分排名超过张继科升至第四位，亚军德国球员波尔升至第六位。
7月8日，公布选举产生的国家机关的中共十九大代表，苟仲文当选，蔡振华未入选。

## 后续
2018年6月10日，在日本乒乓球公開賽上，国家乒乓队在男子单打和女子单打项目上不敌日本国家乒乓球队，引发中国国内舆论担忧。网民们认为国家队的失利和刘国梁的离开有关，纷纷希望刘国梁回归。中国乒乓球协会最终于2018年9月27日发表公告，宣布刘国梁“复出”，担任中国乒乓球协会第九届委员会换届筹备工作小组组长并主持协会工作，全力备战2020年东京奥运会，其后又在2018年12月1日全票当选为中国乒协主席。